# Oleg Gonorovski
Oleg Gonorovski (ur. 26 grudnia 1990 r.) – izraelski wioślarz.

## Osiągnięcia
- Mistrzostwa Świata U-23 – Brześć 2010 – dwójka podwójna – 12. miejsce[1].
- Mistrzostwa Europy – Montemor-o-Velho 2010 – dwójka podwójna – 15. miejsce[1].